# Mesure à quinze temps
La mesure à quinze temps est une mesure subdivisée en quinze unités de durée. Il s'agit la plupart du temps d'une mesure à cinq temps ternaire — 
 étant l'équivalent de 
 binaire — mais d'autres combinaisons sont possibles : 
 + 
 est le plus équilibré, 
 + 
 est le plus classique. En fonction de la combinaison choisie, cette mesure peut donc comprendre un nombre variable de temps forts et de temps faibles.
Cette mesure est présente dans certaines musiques folkloriques, dans la musique classique et dans les musiques jazz, pop et rock. 

## Historique

### Musique ancienne
Les plus anciens exemples de mesures à quinze temps sont les Hymnes de Mésomède de Crète, l'Hymne au Soleil et l'Hymne à Nemésis, qui présente une division régulière de 2 + 2 + 2 + 2 + 2 + 3 + 2 temps. Cette disposition peut être notée comme une mesure composée à 
 + 
.
Un autre exemple de musique ancienne se trouve dans le répertoire baroque d'Europe centrale, dans un ouvrage publié en 1714 par le maître à danser vénitien Gregorio Lambranzi. La forlane intitulée Polesana, probablement pour signifier « de Pola », une ville d'Istrie actuellement en Croatie mais qui fut possession vénitienne jusqu'en 1947. Lambranzi note cette danse à 
, mais la structure de la pièce montre que les temps forts réclament une division d'une mesure sur trois en 
, de telle sorte que les éditions modernes rétablissent sa mesure à 
.

### Musique classique
Dans le répertoire romantique, un premier exemple de mesure à quinze temps se trouve dans la Fantaisie sur La Tempête de Lélio ou le Retour à la vie d'Hector Berlioz, où apparaissent « des unités mesurées à 
, se superposant aux mesures notées à 
 sur la partition, par la répétition de certains accents rythmiques » visant à évoquer le personnage de Caliban (Piu mosso et Presto, no 36 de la partition, éditions Bärenreiter).
Dans le répertoire impressionniste, le second mouvement des Nocturnes de Claude Debussy, Fêtes, présente deux passages de deux mesures notées à 
, après le glissando des deux harpes et préparant la section Un peu plus animé à 
 (no 36 de la partition, éditions Durand).

## Caractéristiques

### Notation
La mesure à quinze temps est le plus souvent une mesure à cinq temps ternaire , mais d'autres dispositions sont possibles. Un exemple classique de notation à 
 + 
 se trouve dans le 2e mouvement, Assez vif et bien rythmé, du Quatuor à cordes, op. 10 de Claude Debussy, où ces mesures prennent place dans un mouvement de « scherzo ibérique » noté à 

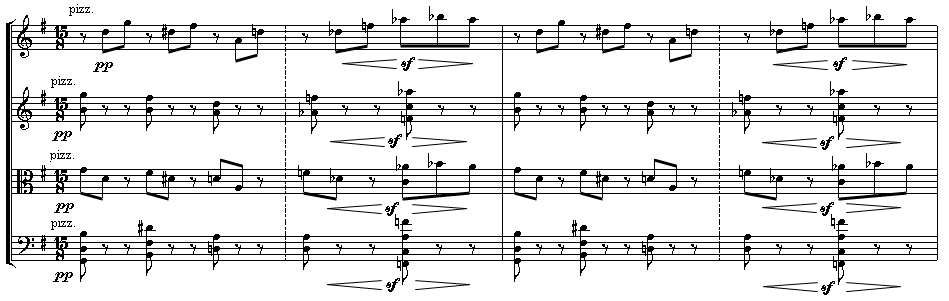
Debussy - Quatuor à cordes, premières mesures à quinze temps (Chiffre 11 de la partition, édition Durand).

 :

### Notation double
Fêtes de Claude Debussy présente une superposition des deux types de mesures à cinq temps, ternaire (
) pour les instruments à vent, et binaire (
) pour les instruments à cordes :

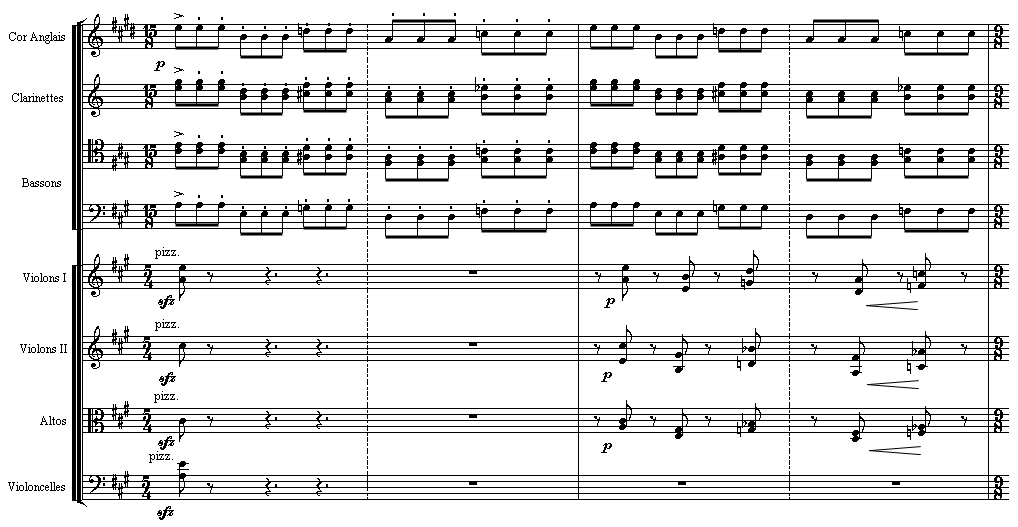
Debussy - Fêtes, deux mesures à quinze temps / à cinq temps (Chiffre 2 de la partition, édition Durand).

Un exemple très remarquable de cette double notation se trouve dans la dernière pièce composée par Maurice Ravel pour le piano : Frontispice, composé en 1918 et faisant suite à une commande de Ricciotto Canudo pour accompagner une méditation philosophique autour de la Première Guerre mondiale. La mention S.P. 503, le poème du Vardar correspond à la désignation du secteur postal de sa division au combat. Ravel a peut-être développé sa pièce, notée pour trois pianistes (à cinq mains), à partir de ces nombres — sur cinq portées, où un pianiste joue sur une mesure à 
 et un autre sur une mesure à 
.

## Œuvres employant des mesures à quinze temps

### Musique classique

#### Orchestre
- Rondes de Printemps des Images pour orchestre de Claude Debussy, dont un passage noté « léger et fantasque » est noté à 
[9],
- Robert Browning Overture de Charles Ives, qui emploie des mesures notées à 
[10]
- De Staat de Louis Andriessen

#### Musique de chambre
- 3e mouvement, Andante grazioso, du Trio pour piano et cordes n°3, op. 101 de Johannes Brahms, où des mesures à 
, notées 
 + 
 interviennent dans un mouvement noté à 
 + 
,
- 1er mouvement, Ouverture, du Trio pour clarinette, violoncelle et piano, op. 29 de Vincent d'Indy, où des mesures à sept croches alternent avec des mesures à quatre noires (
 + ),
- 2e mouvement, Assez vif et bien rythmé, du Quatuor à cordes, op. 10 de Claude Debussy, où des mesures notées en 
 + 
 prennent place dans un mouvement noté à 
,
- 3e mouvement, Scherzo, du Quatuor à cordes (1933) de Paul Ladmirault, qui présente la même disposition en 
 + 
, dans un mouvement noté à 
,
- 2e mouvement, Vif et avec légèreté, de la Sonate pour violon et piano (1902-1903) de Gustave Samazeuilh, à 
 + 
,
- 3e Conte (« Funambulesque ») pour trompette et piano, op. 76 de Jean Absil, noté à 
 divisé en 
 + 
,
- Quatuor à cordes n°1 (1950–51) d'Elliott Carter, qui comprend des mesures notées à 
[10],
- Quatuor à cordes n°1 (1949) de Leon Kirchner, qui comprend des mesures notées à 
[10],
- Quatuor à cordes n°2 (1959) d'Elliott Carter[10]

#### Mélodie
- « Placet futile », 2d des Trois poèmes de Mallarmé de Maurice Ravel, composé sur des mesures à « 
, 
 et même 
[11] »,
- « La Belle-de-nuit », no 1 des Chantefleurs et Chantefables de Witold Lutosławski, à

#### Piano
- 14e des Vingt-quatre préludes pour piano, op.11 (1896), d'Alexandre Scriabine, noté à 
[12],
- Frontispice de Maurice Ravel (1918), pour trois pianistes et cinq mains,
- Deuxième sonate op.25 en Mi mineur de Nikolai Medtner, dont l'Allegro est noté à 
,
- Fin du Praeludium (« Solemn, broad ») et début du Postludium (même mouvement, « Solemn, broad ») des Ludus Tonalis de Paul Hindemith, notés à 
.

### Musiquespopetrock
- Bloodmeat du groupe Protest the Hero, noté à 
,
- Malibu Shuffle pour jazz band, de Wayne L. Perkins, noté à 
,
- Perpetuum Mobile du Penguin Cafe Orchestra, noté à 
,
- A Change of Seasons par le Dream Theater, dont la mesure à 
 est d'abord divisée en 
 + 
, puis en 
 + 
 + 
,
- Tubular Bells de Mike Oldfield, dont le premier riff est noté à 
, divisé en 
 + 
[13]

### Théâtre et audiovisuel
Dans son spectacle Que ma joie demeure ! en 2012, Alexandre Astier présente au clavecin des variantes du 1er prélude en do majeur (BWV 846) du Clavier bien tempéré de Bach, composé à 4 temps, sur des mesures à 3 temps, à 5 temps, à  7 temps et à 15 temps, « en prenant une mesure classique (
) à laquelle on enlève une double croche, ce qui donne 
 » :

### Ouvrages consultés
- (fr) Vladimir Jankélévitch, Ravel, Paris, Seuil, coll. « Solfèges », 1956, rééd. 1995, 220 p. (ISBN 978-2-02-023490-0 et 2-02-023490-4)
- (en) Gardner Read, Music Notation : A Manual of Modern Practice, Boston, Alleyn and Bacon, Inc., 1964
- (en) Archibald T. Davison et Willi Apel, Historical Anthology of Music : Oriental, Medieval and Renaissance Music. Revised edition, vol. 1, Cambridge, Harvard University Press, 1974 (ISBN 0-674-39300-7)
- (fr) Edward Lockspeiser et Harry Halbreich, Claude Debussy, sa vie et sa pensée, Paris, Fayard, 1980 (ISBN 2-213-00921-X)
- (en) Julian Rushton, The Musical Language of Berlioz, New York, Cambridge Studies in Music, 1983 (ISBN 0-521-24279-7)
- (fr) André Lischke et François-René Tranchefort (dir.), Guide de la musique de piano et de clavecin : Alexandre Scriabine, Paris, Fayard, coll. « Les Indispensables de la musique », 1987, 869 p. (ISBN 978-2-213-01639-9), p. 759-775
- (en) Martin Litchfield West, Ancient Greek Music, New York, Oxford University Press, 1992, 410 p. (ISBN 0-19-814897-6)
- (en) Mike Oldfield, Changeling : Autobiography of Mike Oldfield, New York, Virgin Books, 2007, 266 p. (ISBN 978-1-85227-381-1)
- Guy Sacre, La musique pour piano : dictionnaire des compositeurs et des œuvres, vol. I (A-I), Paris, Robert Laffont, coll. « Bouquins », 1998, 1495 p. (ISBN 978-2-221-05017-0)
- Guy Sacre, La musique pour piano : dictionnaire des compositeurs et des œuvres, vol. II (J-Z), Paris, Robert Laffont, coll. « Bouquins », 1998, 2998 p. (ISBN 978-2-221-08566-0)

### Articles consultés
- (en) Daniel Heartz, « A Venetian Dancing Master Teaches the Forlana: Lambranzi's Balli teatrali », Journal of Musicology 17, no 1,‎ 1999